# Андриевич, Сергей Александрович
Сергей Александрович Андриевич (1874—?) — русский военный  деятель, полковник  (1916). Герой Первой мировой войны.

## Биография
В 1893 году  после окончания Тифлисского кадетского корпуса вступил в службу. В 1894 году после окончания Павловского военного училища по I разряду произведён в подпоручики и выпущен в Бакинский 153-й пехотный полк. В 1898 году произведён в поручики, в  1902 году в штабс-капитаны.
С 1904 года участник Русско-японской войны, за боевые отличия произведён в 1905 году в капитаны и награждён орденами Святой Анны 4-й степени «За храбрость» и Орден Святого Станислава 3-й степени с мечами и бантом.

С 1914 года участник Первой мировой войны, подполковник Елисаветпольского 156-го пехотного полка.  С 1916 года полковник, штаб-офицер Кавказского 11-го стрелкового полка. 25 марта 1916 года за храбрость награждён Орденом Святого Георгия 4-й степени: 
За то, что временно командуя 9-м Кавказским стрелковым полком,в ночь с 22-го на 23-е октября 1915 года со своим полком овладел укрепленной позицией у д. Пурвинка. Во время боя подполковник Андриевич лично,под сильным и действительным огнем противника,руководил передовыми батальонами своего полка,своевременно поддержал их,и,овладев,несмотря на упорное сопротивление противника,его окопами,распространился со своим полком и на соседние участки противника,чем и способствовал общему успеху.Во время боя полком было захвачено:1 действующий пулемет,1 прожектор,1 аппарат для удушливых газов и взято в плен 2 офицера и 178 нижних чинов

## Награды
- Орден Святого Станислава 3-й степени с мечами и бантом  (1905)
- Орден Святой Анны 4-й степени  (1905)
- Орден Святой Анны 3-й степени  (1910)
- Орден Святого Станислава 2-й степени с мечами  (ВП 31.12.1915)
- Высочайшее благоволение (ВП 23.01.1916)
- Орден Святого Георгия 4-й степени (ВП 25.03.1916)